# 1171

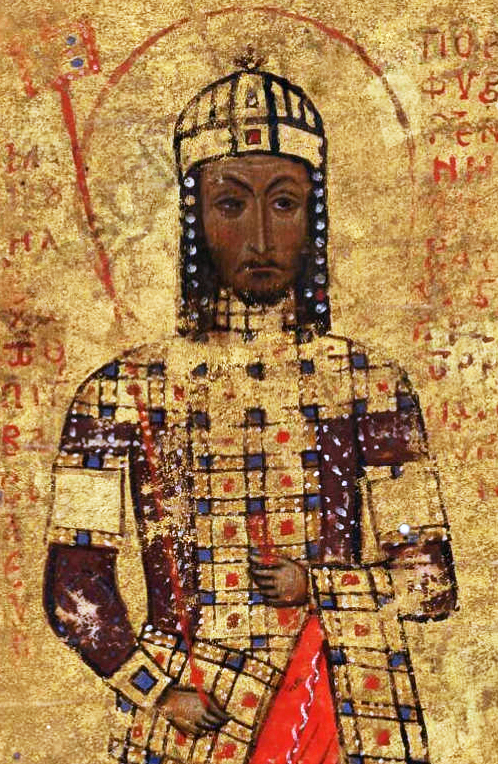
Manuel Comnenus

Het jaar 1171 is het 71e jaar in de 12e eeuw volgens de christelijke jaartelling.

## Gebeurtenissen
- De Genuese nederzetting in Galata wordt door onbekenden aangevallen en verwoest. Keizer Manuel I van Byzantium geeft de schuld aan de Venetianen, hoewel de Genuezen dit ontkennen.
  - 12 maart - Alle Venetiaanse burgers op Byzantijns grondgebied worden gearresteerd en hun bezittingen verbeurd verklaard.
  - Doge Vitale Michiel trekt met een vloot van 120 schepen naar Constantinopel voor een strafexpeditie.
  - Bij Euboea ontmoet Vitale Michiel gezanten van keizer Manuel die hem vredesonderhandelingen voorstellen. Michiel besluit gezanten naar Constantinopel te sturen en bij Chios te overwinteren.
- mei De Anglo-Normandische graaf van Pembroke verovert de Noors-Ierse stadstaten Dublin, Waterford en Wexford.
- oktober - Hendrik II van Engeland, gesteund door de pauselijke bul Laudabiliter, vormt het veroverde Ierse gebied om tot de Heerlijkheid Ierland met Hendriks zoon Jan zonder Land als heerser.

zonder datum
- Na de dood van de Fatimidische kalief al-Adid komt er geen nieuwe kalief, maar grijpt grootvizier Saladin de macht. Hij erkent de Abbasidische kalief in Baghdad, en is formeel onderworpen aan Nur ad-Din, de heerser over Syrië. Begin van de dynastie der Ajjoebiden.
- Vladimir III wordt tot grootvorst van Kiev gekozen, maar moet enkele maanden later de stad alweer verlaten.
- Willem II van Sicilië wordt meerderjarig en neemt zelf de regeringstaken ter hand.
- Stadsbrand in Norwich.
- Stadsbrand in Valenciennes.
- Voor het eerst vermeld: Bassevelde, Mannekensvere, Marchipont, Narva

## Opvolging
- Alençon - Willem I van Ponthieu opgevolgd door zijn zoon Jan
- patriarch van Alexandrië (Grieks) - Sofronius III opgevolgd door Elias II
- Béarn - Maria opgevolgd door haar zoon Gaston VI
- Bourbon - Archimbald VII opgevolgd door zijn kleindochter Mathilde I
- Henegouwen - Boudewijn IV opgevolgd door zijn zoon Boudewijn V
- Loon - Lodewijk I opgevolgd door zijn zoon Gerard.
- Ponthieu - Willem I opgevolgd door zijn zoon Gwijde II
- Rethel - Ithier opgevolgd door zijn zoon Manasses III
- Tempeliers (grootmeester) - Filips van Milly opgevolgd door Odo van Saint-Amand

## Bouwkunst

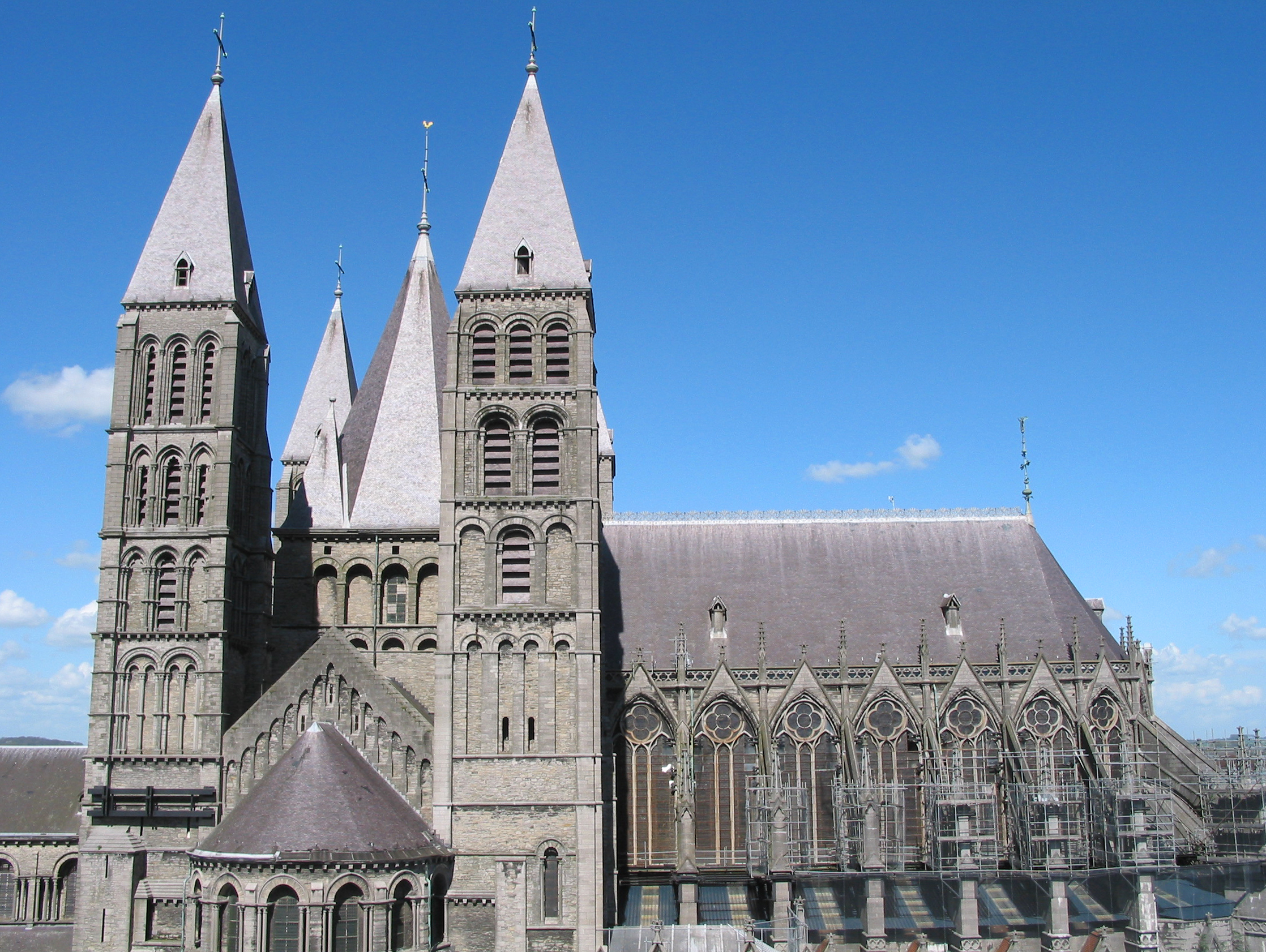
de Onze-Lieve-Vrouwekathedraal in Doornik, ingewijd in 1171

## Geboren
- juli - Boudewijn I, Latijns keizer van Constantinopel (1204-1205), graaf van Vlaanderen en Henegouwen
- 15 augustus - Alfons IX, koning van Leon (1188-1230)
- Agnes van Frankrijk, echtgenote van keizer Alexios II Komnenos

## Overleden
- 20 februari - Conan IV (~32), hertog van Bretagne (1156-1166)
- 23 februari - Otto van Cappenberg, Duits monnik
- 3 april - Filips van Milly, grootmeester der Tempeliers
- 30 juni - Willem I (~75), graaf van Ponthieu en Alençon
- 11 augustus - Lodewijk I, graaf van Loon
- 2 november - Boudewijn IV, graaf van Henegouwen
- 2 november - Dionysius Bar Salibi, Syrisch theoloog
- al-Adid (~22), kalief van Egypte (1160-1171)
- Ithier, graaf van Rethel
- Maria, burggravin van Béarn
- Yesükhei, Mongools clanhoofd, vader van Dzjengis Khan
- Archimbald VII van Bourbon, Frans edelman (jaartal bij benadering)
- Hugo VIII van Lusignan, Frans edelman en kruisvaarder (jaartal bij benadering)
- Nicolaas van Avesnes, Frans edelman (jaartal bij benadering)